# BCM Europearms F Class TR
Il BCM Europearms F-CLASS TR è un fucile tattico di precisione/competizione per l'omonima categoria F-Class TR ed è costruito dalla ditta italiana BCM Europearms.
È un fucile adatto al tiro dalla media/lunga distanza. È dotato di un calcio McMillan A5, e di grilletto Jewell BR.
Vista la sua categoria di impiego il calibro è limitato alla scelta tra 223 Remington e 308 Winchester.